# Follonica
Follonica är en ort och kommun i provinsen Grosseto i regionen Toscana i Italien. Kommunen hade 21 106 invånare (2018).